# Dionysius van Alexandrië
Sint Dionysius van Alexandrië, Oudgrieks|Grieks: Διονύσιος Αλεξανδρείας, † 264/265, is een heilige in het christendom en was patriarch van Alexandrië van 247/8 tot 264/5.
Hij was een tijdgenoot van Cyprianus van Carthago en wordt net zoals deze tot een van de kerkvaders van de 3e eeuw gerekend. Beiden hadden zich pas op latere leeftijd tot het christendom bekeerd. Dionysius speelde een belangrijke rol in het bestrijden van het Novitianisme onder paus Cornelius. Hij stierf in ballingschap nadat hij tijdens de vervolgingen door keizer Valerianus I de woestijn in was gevlucht. Hij werd als Sint Dionysius van Alexandrië heilig verklaard. Zijn feestdag is 17 november.

## Websites
- Catholic Encyclopedia. Dionysius of Alexandria, 1913.

- Bibsys: 90653587
- Catàleg d'autoritats de noms i títols de Catalunya: 981058520367206706
- CiNii: DA15479261
- Gemeinsame Normdatei: 118525905
- International Standard Name Identifier: 0000 0003 9350 201X
- Library of Congress Control Number: nr94033849
- Nationale Bibliotheek van Tsjechië: kup19980000021728
- Nationale bibliotheek van Australië: 50414663
- Nationale Bibliotheek van Israël: 987007260453305171
- Nationale Bibliotheek van Polen: a0000001224266
- Nederlandse Thesaurus van Auteursnamen: 071903771
- LIBRIS: 49287
- Système universitaire de documentation: 131365525
- Trove: 1526839
- Virtual International Authority File: 19666235
- WorldCat: E39PCjw8yyJ3tqhFC9rGhB6rpX

Marcus I · Anianus · Avilius · Kedron · Primus · Justus · Eumenes · Marcianus · Celadion · Agrippinus · Julianus · Demetrius · Heraclas · Dionysius · Maximus · Theonas · Petrus I · Achillas · Alexander I · Athanasius · Petrus II · Timoteüs I · Theophilus · Cyrillus I · Dioscorus I · Timoteüs II · Petrus III · Athanasius II · Johannes I · Johannes II · Dioscorus II · Timoteüs III · Theodosius I · Doroteüs · Damianus · Anastasius · Andronicus · Benjamin I · Agatho · Johannes III · Isaak · Simeon I · Alexander II · Cosmas I · Theodosius II · Michaël I · Mina I · Johannes IV · Marcus II · Jacobus · Simeon II · Jozef I · Michaël II · Cosmas II · Sjenoeda I · Michaël III · Gabriël I · Cosmas III · Macarius I · Theofilus II · Mina II · Abraham · Filoteüs · Zacharias · Sjenoeda II · Christodulus · Cyrillus II · Michaël IV · Macarius II · Gabriël II · Michaël V · Johannes V · Marcus III · Johannes VI · Cyrillus III · Athanasius III · Johannes VII · Gabriël III · Johannes VII · Theodosius III · Johannes VIII · Johannes IX · Benjamin II · Petrus V · Marcus IV · Johannes X · Gabriël IV · Matteüs I · Gabriël V · Johannes XI · Matteüs II · Gabriël VI · Michaël VI · Johannes XII · Johannes XIII · Gabriël VII · Johannes XIV · Gabriël VIII · Marcus V · Johannes XV · Matteüs III · Marcus VI · Matteüs IV · Johannes XVI · Petrus VI · Johannes XVII · Marcus VII · Johannes XVIII · Marcus VIII · Petrus VII · Cyrillus IV · Demetrius II · Cyrillus V · Johannes XIX · Macarius III · Jozef II · Cyrillus VI · Sjenoeda III · Theodorus II